# نصیرآباد سفلی
نصیرآباد سفلی یکی از روستاهای استان آذربایجان شرقی است که در دهستان چاراویماق شمال شرقی بخش مرکزی شهرستان هشترود واقع شده‌است.این روستا همراه نصیرآبادعلیا ۸۹۱نفر جمعیت دارد وحدود ۲۶۲خانواراست.